# Richard Crenna
Richard Donald Crenna (ur. 30 listopada 1926 w Los Angeles, zm. 17 stycznia 2003 w Los Angeles) – amerykański aktor filmowy, telewizyjny i radiowy. Odtwórca roli pułkownika Sammuela R. „Sama” Trautmana w serii filmów Rambo z Sylvestrem Stallone w tytułowej roli. Postać pułkownika sparodiował w komediach – Hot Shots! 2 (1993) i Ści(ą)gany (1998).
Laureat nagrody Emmy dla najlepszego aktora pierwszoplanowego w serialu limitowanym lub serialu lub filmie antologicznym za rolę policyjnego detektywa Richarda Becka, który uważa, że ofiary gwałtu „same się o to proszą”, zanim sam zostaje zgwałcony przez dwóch podejrzanych mężczyzn i zaczyna kwestionować to przekonanie w telewizyjnym sensacyjnym dramacie kryminalnym ABC Richard Beck ofiara gwałtu (The Rape of Richard Beck, 1985) w reżyserii Karen Arthur.
23 maja 1988 otrzymał własną gwiazdę w Alei Gwiazd w Los Angeles znajdującą się przy 6714 Hollywood Boulevard.

## Życiorys

### Wczesne lata
Urodził się w Los Angeles, jako jedyne dziecko Edith Josephine (z domu Pollette), która była kierownikiem hotelu w Los Angeles, i Dominicka Anthony’ego Crenny, farmaceuty. Jego rodzice byli pochodzenia włoskiego. Uczęszczał do Virgil Junior High School. W 1944 ukończył Belmont High School w Los Angeles. Podczas II wojny światowej, od lutego 1945 do sierpnia 1946, służył w United States Army.
Po odbyciu służby wojskowej uczęszczał na Uniwersytet Południowej Kalifornii, gdzie uzyskał tytuł Bachelor of Arts w dziedzinie literatury angielskiej.

### Kariera
Swoją karierę aktorską rozpoczął w radiu w słuchowisku Boy Scout Jamboree (1937–1948). Następnie grał Waltera „Bronco” Thompsona w radiowej komedii sytuacyjnej The Great Gildersleeve (1949–1954) i licealistę o piskliwym głosie Waltera Dentona w komedii radiowej Our Miss Brooks (1948) u boku Eve Arden i Gale’a Gordona. Po raz pierwszy trafił na ekran w komediodramacie muzycznym Niech żyje taniec (Let’s Dance, 1950) z Betty Hutton i Fredem Astaire. Brał też udział w serialach, w tym w sitcomie CBS Kocham Lucy (1952) z Janet Waldo. W biograficznym dramacie sportowym The Pride of St. Louis (1952) wystąpił jako Paul „Daffy” Dean, brat legendarnego baseballisty Dizzy’ego Deana (Dan Dailey), również miotacz z głównej ligi Major League Baseball. Grał głupkowatego licealistę Waltera Dentona w sitcomie familijnym CBS Our Miss Brooks (1952–1955). W dramacie kryminalnym noir Over–Exposed (1956) został obsadzony w roli dziennikarza Russa Bassetta.
Rola Luke’a McCoya, wnuka Amosa (Walter Brennan) w serialu komediowym ABC / CBS The Real McCoys (1957–1963) przyniosła mu w 1959 nominację do nagrody Emmy dla najlepszego aktora drugoplanowego (postaci drugoplanowej) w serialu komediowym. W komedii J. Lee Thompsona Johnie Goldfarb, proszę do domu! (John Goldfarb, Please Come Home!, 1965) wystąpił w roli byłej gwiazdy futbolu uniwersyteckiego z Shirley MacLaine. Za rolę stanowego ustawodawcy Jamesa Slattery’ego w serialu CBS Ludzie Slattery’ego (Slattery’s People, 1964–1965) o lokalnej polityce w 1965 był nominowany do Złotego Globu dla najlepszego aktora w serialu dramatycznym i nagrody Emmy za wybitne indywidualne osiągnięcia w dziedzinie rozrywki, a w 1966 zdobył nominację do nagrody Emmy dla najlepszego aktora w serialu dramatycznym. 
Crenna próbował zrównoważyć pracę i rodzinę, zabierając ze sobą żonę i dzieci na zdjęcia do filmów, w tym całoroczną przygodę w Hongkongu i na Tajwanie w dramacie wojennym Roberta Wise Ziarnka piasku (The Sand Pebbles, 1966) u boku Steve’a McQueena, a jako odważny kapitan kanonierki Collins był nominowany do nagrody Laurel za najlepszy występ drugoplanowy. Był czarnym charakterem w dreszczowcu psychologicznym  Terence’a Younga Doczekać zmroku (Wait Until Dark, 1967) u boku Audrey Hepburn. W biograficznym filmie muzycznym Roberta Wise Gwiazda (Star!, 1968) z Julie Andrews zagrał autentyczną postać Richarda Aldricha, który był amerykańskim producentem teatralnym, kierownikiem teatru, reżyserem i dyplomatą. 
W telewizyjnym filmie historyczno–przygodowym CBS Pielgrzymi z Mayflower (Mayflower: The Pilgrims' Adventure, 1979) z Anthonym Hopkinsem wcielił się w postać Williama Brewstera, angielskiego urzędnika i pasażera Mayflower, który został przywódcą kolonii Plymouth, ze względu na swoje wykształcenie i obecną pozycję wśród imigrantów z Holandii. W melodramacie kryminalnym neo-noir Żar ciała (Body Heat, 1981) w reż. Lawrence’a Kasdana zagrał zdradzonego męża Kathleen Turner. Za kreację Phila Brody’ego w komedii romantycznej Garry’ego Marshalla Chłopak z klubu Flamingo (The Flamingo Kid, 1984) z Mattem Dillonem otrzymał nominację do Złotego Globu dla najlepszego aktora drugoplanowego. Z kolei rola pułkownika Sammuela R. „Sama” Trautmana w dramacie sensacyjnym Rambo III (1988) przyniosła mu nominację do Złotej Maliny dla najgorszego aktora drugoplanowego. Grał główną rolę detektywa Franka Janeka, który prowadzi śledztwo w sprawie niewyjaśnionych morderstw w Nowym Jorku w telewizyjnych dramatach kryminalnych CBS: Sprawy wewnętrzne (Internal Affairs, 1988) z Kate Capshaw, Morderstwo w czerni i bieli (Murder in Black and White, 1990) z Diahann Carroll, Morderstwo razy siedem (Murder Times Seven, 1990) z Susan Blakely, Polowanie na mordercę (Terror on Track 9, 1992) z Joan Van Ark, Martwy kwiat (The Forget–Me-Not Murders, 1994) z Tyne Daly i Janek zdrajca (Janek: The Silent Betrayal, 1994) z Lievem Schreiberem.

## Życie prywatne
16 września 1950 zawarł związek małżeński z Joan Grisham. 9 listopada 1955 doszło do rozwodu. Miał syna Seana (ur. 1955). 19 października 1957 poślubił Hannah „Penni” Smith, z którą miał syna Richarda Anthony’ego (ur. 29 czerwca 1959) i córkę Marię (ur. 1966). 

### Śmierć
Pod koniec życia cierpiał na raka trzustki. Zmarł 17 stycznia 2003 w Cedars-Sinai Medical Center w Los Angeles w wieku 76 lat, bezpośrednią przyczyną śmierci był zawał serca. Crenna zmarł w czasie realizacji serialu Potyczki Amy, w którym wcielał się w rolę Jareda Duffa.

## Filmografia
- Ziarnka piasku (1966) jako kpt. Collins
- Doczekać zmroku (1967) jako Mike Tallman
- Gwiazda! (1968) jako Richard Aldrich
- Uwięzieni w kosmosie (1969) jako Jim Pruett
- Aresztuję cię, przyjacielu (1971) jako Cowan
- Gliniarz (1972) jako Simon
- Przełęcz Złamanych Serc (1975) jako gubernator Richard Fairchild
- Statek śmierci (1980) jako Trevor Marshall
- Żar ciała (1981) jako Edmund Walker
- Rambo – Pierwsza krew (1982) jako płk. Samuel Trautman
- Chłopak z klubu Flamingo (1984) jako Phill Brody
- Rambo II (1985) jako płk. Samuel Trautman
- Zakład (1985) jako Al Pellett
- Richard Beck ofiara gwałtu (TV, 1985) jako Richard Beck
- Rambo III (1988) jako płk. Samuel Trautman
- Lewiatan (1989) jako dr Glen Thompson
- Hot Shots! 2 (1993) jako płk. Denton Walters
- Jade (1995) jako gubernator Lew Edwards
- Sabrina (1995) jako Patrick Tyson
- W imię miłości: Teksańska tragedia (1995) jako Lucas Constable Sr.
- 20000 mil podmorskiej żeglugi (1997) jako prof. Henry Arronax
- Rodzinne tajemnice; film TV (1997) jako Clay Chadway
- Ści(ą)gany (1998) jako porucznik Fergus Falls
- Zamach na Reagana (2001) jako Ronald Reagan
- Powstali z popiołów (2003) jako Jake Smith